# Mateus dos Santos Castro
Mateus dos Santos Castro (født 11. september 1994) er en brasiliansk fodboldspiller, som spiller for den japanske fodboldklub Nagoya Grampus.